# Jaunauce
Jaunauce (deutsch: Neu-Autz) ist ein Ort in Lettland. Er liegt in Kurland, 28 km südöstlich von Saldus (Frauenburg) und 13 km westlich von Auce (Alt-Autz) nahe der Grenze zu Litauen am Ezere, einem Nebenfluss der Vadakste, die in die Venta mündet, sowie an der Staatsstraße 1. Ordnung P96 (Pūri – Auce – Grīvaiši).

## Verwaltung
Das zum Bezirk Saldus gehörende Jaunauce ist Zentrum der gleichnamigen Gemeinde (Jaunauces pagasts) mit den weiteren Siedlungen Ropmuiža, Kalnjāņi, Ezerkrogs und Ozolmuiža. Im Russischen Reich lag es im Kreis Tuckum, Gouvernement Kurland.

## Sehenswürdigkeiten

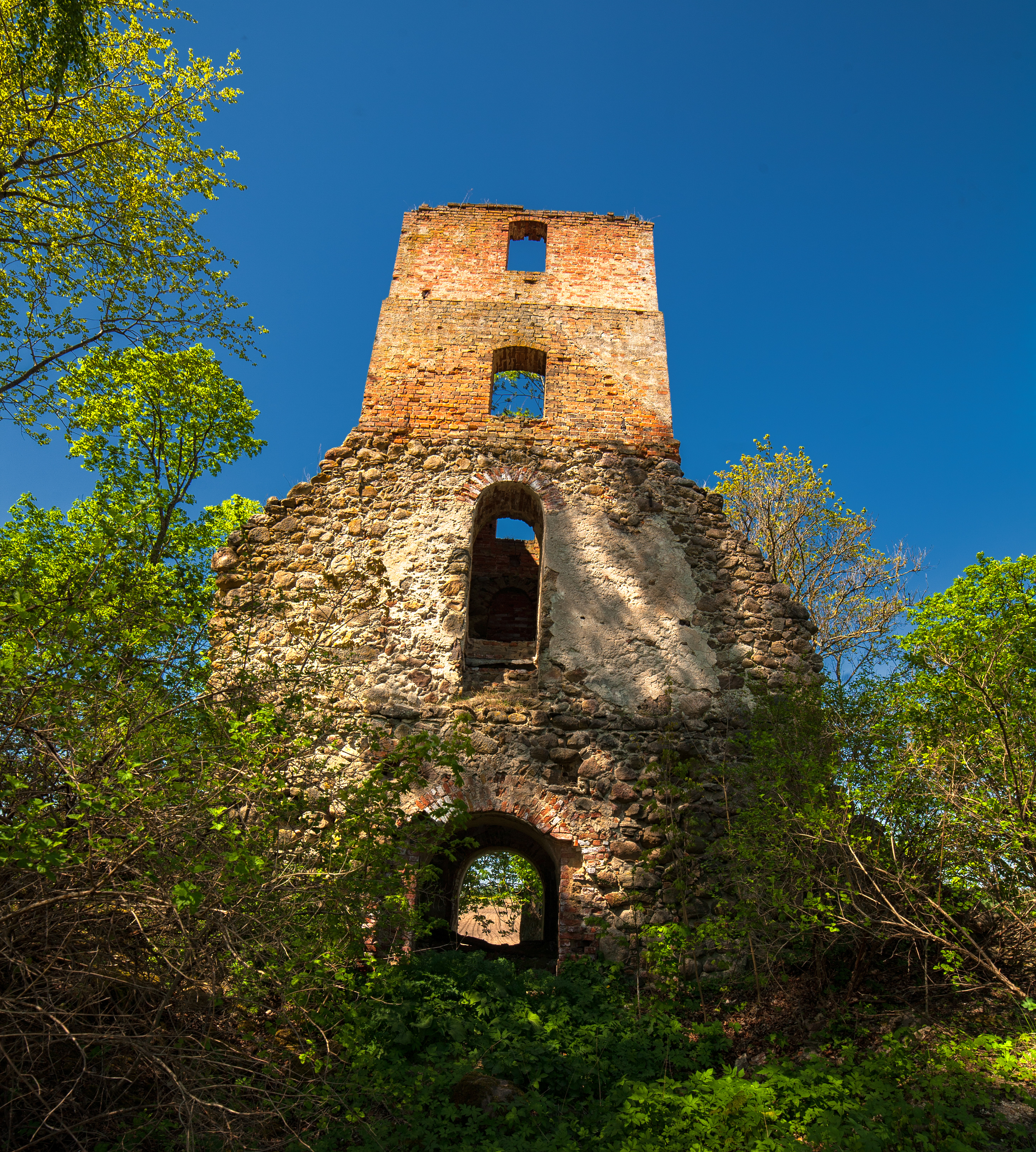
Ruine der lutherischen Kirche

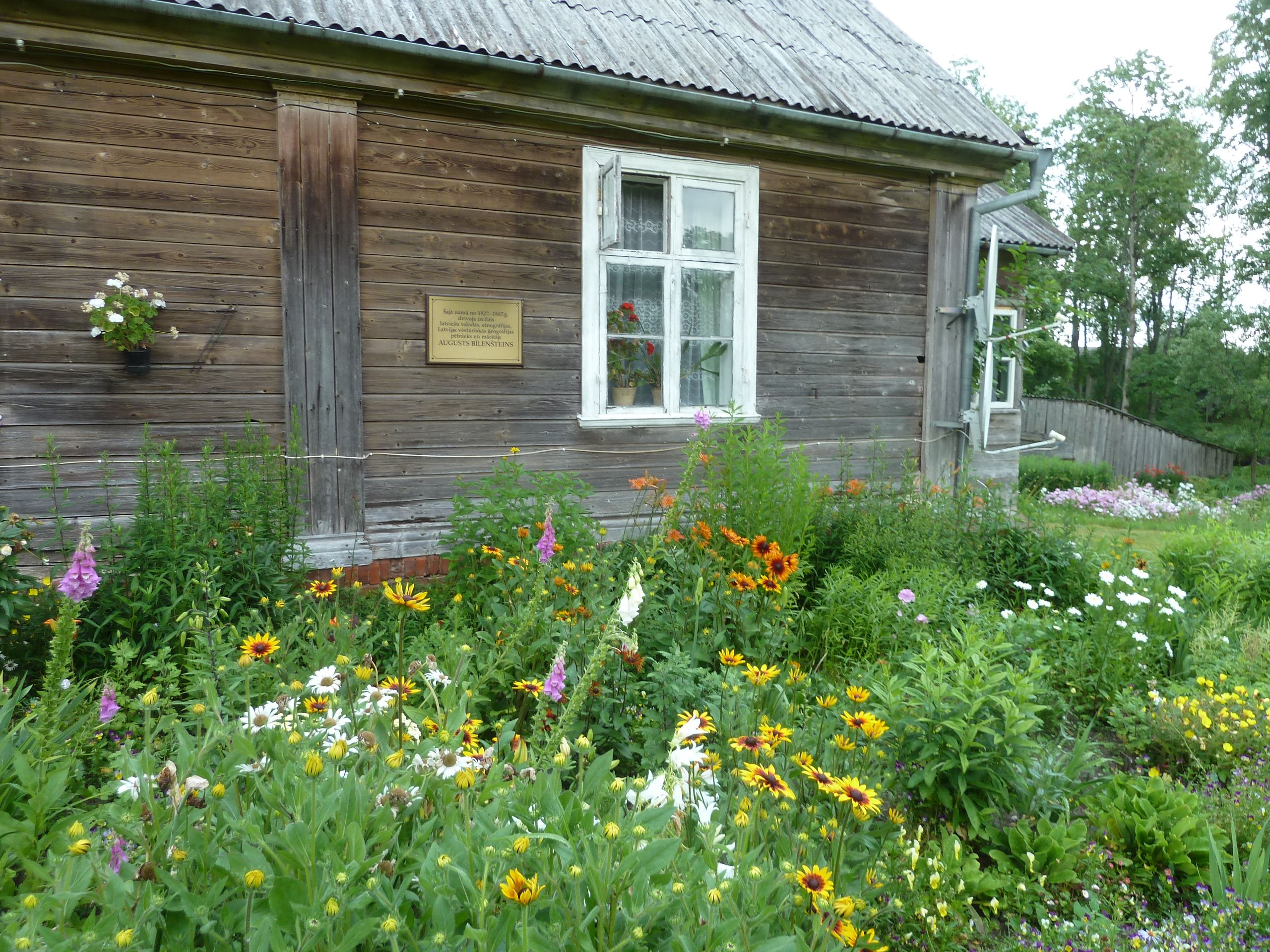
Pastorat Oši (Eschen) nahe Jaunauce, wo August Bielenstein seine Kindheit und ersten Berufsjahre verbrachte, mit Gedenktafel

- Das inmitten eines Parks im Ortszentrum gelegene Herrenhaus Neu-Autz (Jaunauces muiža) wurde Anfang des 19. Jahrhunderts für die Grafen Medem im klassizistischen Stil errichtet und gehörte von 1827 bis zur Enteignung 1920 der Adelsfamilie Ropp. Es wurde dann von 1930 bis 2009 als Schule und seitdem für kulturelle Zwecke genutzt.[1]
- Die Lutherische Kirche von Jaunauce wurde 1612 erbaut und mehrmals umgebaut. Während des Zweiten Weltkriegs zerstört, ist sie als Ruine erhalten.[2]

## Persönlichkeiten
- August Johann Gottfried Bielenstein (1826–1907), von 1852 bis 1867 Pastor in Neu-Autz
- Marta Bielenstein (1861–1938), deutschbaltische Graphikerin und Autorin, geboren in Neu-Autz
- Hans Bielenstein (1863–1919), Pastor, geboren in Neu-Autz
- Sophie Schwarz (1754–1789), geboren in Neu-Autz, deutsch-baltische Schriftstellerin
- Adolf Strümpell (1853–1925), Internist, geboren in Neu-Autz
- Ludwig von Strümpell (1812–1899), Philosoph und Pädagoge, lebte in Neu-Autz, lehrte in Dorpat und später in Leipzig, Vater von Adolf Strümpell